# Bobbie Houston
Roberta Lee Houston (nascida em 16 de janeiro de 1957 (68 anos)), mais conhecida como Bobbie Houston é uma pastora australiana e líder sênior global da Hillsong Church, juntamente com o marido Brian Houston. 

## Biografia
Bobbie nasceu na Nova Zelândia, filha de um tonganês e de uma descendente de escoceses. Aos 15 anos, envolveu-se com o movimento pentecostal. Conheceu seu futuro marido, Brian, quando tinha perto de 17 anos, em uma congresso cristão. Eles se casaram em 1977 e no ano seguinte mudaram-se para a Austrália, para ministrar ao lado de seu sogro, Pastor Frank Houston, em uma congregação pentecostal em Sydney. Em 1983, os Houstons estabeleceram em Baulkham Hills a primeira congregação do que se tornaria a megaigreja Hillsong, que agora tem congregações na Austrália e no exterior.
Eles tem três filhos: Joel Houston, Benjamin Houston e Laura Houston. Bobbie lidera desde 1987 a Conferência de Mulheres da Hillsong, em Sydney e também em outros países. Em 2012, Houston foi nomeada em 34º lugar na lista de movimentadores e agitadores do Sydney Morning Herald, com seu marido na 33ª posição.